# 班
班（はん）
- 集団を何人かずつ、小分けにした小集団。例：研究班、捜査班、取材班

NATO軍のfireteamを表す兵科記号

- 軍隊の部隊単位の一つ。本項にて解説。

班（はん、英: team、特に歩兵では fireteam）は、軍隊編成上の戦術単位のひとつで、基本的に分隊の下に位置するが、国によっては班が主体となる場合もある。軍隊では内務班、陸上自衛隊でのみ営内班と呼ばれる。基本的には班長および班員で構成するが、いわゆる日直として班員が輪番で班長を補佐して他の班員を指揮する班当直という仕組みも存在する。それを行う班員は幹部格に位置する。後は中に組長を兼任している班員もいる。
狙撃班、初期対応班など用途に応じて使用されることのほうが多く、人数は4 - 6名程度。
さらに、班内での役割分担をする際、2 - 3名程度の組に分けることもある（例：監視組、対戦車火器組、機関銃組など）。
陸上自衛隊普通科連隊における普通科中隊の小銃小隊に設けられる班編制は10名規模（分隊よりも規模は上）。方面混成団などの教育部隊では小隊規模の区隊が置かれ、4班程編成が組まれる（班長は陸曹が就く）。輸送科部隊では陸上自衛隊中央輸送隊隷下、方面分遣隊の端末地業務班と称する小隊規模の班が編成されている（端末地業務班長は1等陸尉〜3等陸尉が就く）。※旧方面輸送隊隷下、輸送業務隊の端末地業務班である（2018年（平成30年）3月26日に廃止）。
陸上幕僚監部・陸上総隊司令部・方面総監部・師団司令部・旅団司令部では部門ごとに班が編成されている（陸上幕僚監部の班長は1等陸佐（三）（旅団の普通科連隊長相当）、陸上総隊司令部・方面総監部の班長は2等陸佐もしくは3等陸佐（大隊長相当）、師団司令部・旅団司令部の班長は3等陸佐もしくは1等陸尉（中隊長相当）が就く）。